# Gestión del agua
La gestión del agua o la gestión de recursos hídricos es la actividad de planificar, desarrollar, distribuir y dirigir el uso óptimo de los recursos hídricos. Es un subconjunto de la gestión del ciclo del agua. A veces se la denomina "gestión sostenible de recursos hídricos", pero es una redundancia, porque toda gestión óptima es necesariamente sostenible.
La gestión del agua comprende los procesos, estrategias y medidas que se llevan a cabo con la finalidad de hacer uso del agua de manera eficiente y sin alterar su calidad.
El agua es esencial para la supervivencia de los seres vivos. La gestión del agua deberá continuar adaptándose a los cambios actuales y futuros en la existencia y asignación de estos recursos. Con la creciente incertidumbre por el calentamiento mundial y con los impactos a largo plazo de las acciones de gestión, la toma de decisiones será aún más difícil. Es probable que el calentamiento mundial lleve a situaciones aún no experimentadas. En consecuencia se buscan estrategias alternativas de gestión para evitar contratiempos en la asignación de recursos hídricos.
Idealmente, la planificación de los recursos hídricos debe considerar todas las demandas de agua (sanitaria, agricultura, industria, medio ambiente), que compiten entre sí por un recurso escaso. La planificación busca repartir equitativamente el agua para satisfacer todas las demandas. Al igual que en otros casos de gestión de recursos, esto rara vez resulta posible en la práctica.
Uno de las mayores preocupaciones sobre los recursos hídricos es la sostenibilidad de su asignación actual y futura. Cuando el agua deviene más escasa, crece enormemente la importancia de cómo se gestiona. Encontrar un equilibrio entre lo que necesitan las personas y lo que necesita el medio ambiente es un paso importante en la sostenibilidad de los recursos hídricos. 

## Visión general

Visualización (por volumen) de la distribución del agua en el planeta Tierra. Cada cubito (como el que representa el agua biológica) corresponde a aproximadamente 1000 kilómetros cúbicos (240 milas cúbicas) de agua, con una masa de aproximadamente 1 billones de toneladas (2000 veces la masa de la Pirámide Grande de Giza, presumiblemente el objeto más pesado hecho por el hombre, o 5 veces el peso del Lago Kariba). El gran cubo contiene un millón de esos cubitos. El 96,5 % de ellos (965 000 partes por millón, ppm) corresponde al agua salada de los océanos.

El agua es un recurso esencial para toda vida en el planeta. De los recursos hídricos de la Tierra, solo el 3 % es agua dulce (en principio la salada no es aprovechable, aunque esto se puede matizar) y 2 tercios de esta agua dulce se encuentran aprisionados en los casquetes polares y los glaciares. Del restante 1 %, un quinto se encuentra en áreas remotas de difícil acceso, y gran parte de las fuertes lluvias y las inundaciones monzónicas no se puede aprovechar fácilmente. El agua se está volviendo cada vez más escasa, y el acceso a agua para beber limpia y segura (agua potable) es limitado. Actualmente solo aproximadamente el 0,08 % del agua dulce del mundo es explotada por una humanidad en demanda siempre creciente de agua potable, saneamiento, fabricación, riego de los cultivos alimentarios y ocio. Debido al pequeño porcentaje de agua dulce que queda, optimizarla ha sido una dificultad continua en varios lugares del mundo. La desalación del agua marina con energía renovable está ayudando a paliar alguna de estas dificultades.
La gestión del agua dedica muchos esfuerzos a optimizar el uso de agua y a minimizar el impacto medioambiental (denominado huella hídrica). La gestión integrada de recursos hídricos se basa en la interconexión natural entre todos los cuerpos de agua (arroyos, ríos, lagos y el mar). En esta gestión, la cantidad y calidad del agua en el ecosistema ayuda a determinar los recursos realmente disponibles.
Como el agua es un recurso limitado, suministrarla plantea un reto notable. Este hecho es asumido por el proyecto DESAFIO (acrónimo para Democratización de la Gobernanza del Agua y el Saneamiento mediante Innovaciones Técnicas y Sociales), el cual ha sido desarrollado durante 30 meses y financiado por el séptimo programa marco de la Unión Europea para investigación, desarrollo tecnológico y demostración. Este proyecto afrontó una tarea difícil para áreas en desarrollo: eliminar la injusticia social estructural en el indispensable acceso al agua y a la asistencia sanitaria. Los ingenieros de DESAFIO trabajaron en un sistema de tratamiento del agua basado en energía solar y filtros que proporciona agua segura a una comunidad muy pobre en el estado de Minas Gerais (Brasil).
Un aspecto importante de la gestión del agua es que se trata de un recurso en cierta medida renovable: si de un yacimiento de petróleo (recurso no renovable) se va extrayendo una cantidad fija anual, llega un momento en que el yacimiento se agota, y no se puede sacar más. Pero en cambio es posible extraer indefinidamente una cantidad fija de agua de una fuente de este elemento, por ejemplo un lago, siempre que el agua extraída sea inferior a la cantidad que aportan al lago los ríos y arroyos que desembocan en él. Por eso las sequías causan tan grandes perturbaciones en el abastecimiento de agua (reducen drásticamente la cantidad de agua que se aporta a las fuentes). Ahora bien, para que se pueda llevar a cabo esta extracción indefinida, es necesario cuidar y mantener el ecosistema donde se encuentra la fuente (si por ejemplo el lago está rodeado de bosques, no debe permitirse que la explotación forestal los despueble, porque eso reduciría la cantidad de lluvia que iría al lago).
La buena gestión de cualquier recurso requiere un conocimiento exacto del recurso disponible, los usos que se le pueden dar, sus demandas competitivas, la evaluación de la importancia y el valor de esas demandas, y los mecanismos para traducir decisiones políticas en acciones sobre el terreno.
Para el agua considerada como recurso, esto es particularmente difícil, porque las fuentes de agua (por ejemplo los ríos) pueden cruzar varias fronteras nacionales. Además los usos del agua incluyen muchos a los que es complicado asignar un valor financiero, y que también pueden presentar dificultades para gestionarlos en términos convencionales. Como ejemplos pueden citarse ecosistemas o especies muy escasos, o el valor a muy largo plazo de reservas muy antiguas de agua subterránea (acuíferos fósiles).

## Agricultura
La agricultura es el mayor usuario de los recursos de agua dulce del mundo: consume el 70 %. Según aumenta la población mundial, consume más alimentos (se espera que la demanda crezca el 1,4 % anual durante el período 2015-2030), las industrias y los desarrollos urbanos se extienden, y los crecientes cultivos de biocarburantes también demandan una participación en los recursos de agua dulce. La escasez de agua se vuelve fundamental. El Instituto Internacional de Gestión del Agua (Sri Lanka) valoró en 2007 si el mundo tenía o no agua suficiente para proporcionar alimentos a su creciente población. Evaluó en ese momento la disponibilidad de agua para agricultura a escala mundial y mapeó las zonas que adolecían de escasez de agua. Halló que un quinto de los habitantes del mundo, más de 1,2 millardos, vivían en áreas con escasez física de agua, donde no hay bastante agua para satisfacer todas sus demandas. Otros 1,6 millardos vivían en áreas que experimentan escasez económica de agua, donde la carencia de inversión en obras hidráulicas o la insuficiencia de técnicos cualificados hacen que las autoridades no consigan satisfacer la demanda de agua.
El informe determinó que, con los cambios adecuados, sería posible producir los alimentos requeridos en el futuro, pero que, si no se hacen esos cambios, la continuación de las tendencias actuales de producción alimentaria y medio ambiente llevarían a crisis en muchas partes del mundo. Con respecto a la producción alimentaria, el Banco Mundial señala a la producción agrícola y a la gestión del agua como problemas mundiales que están fomentando un importante y creciente debate. Los autores del libro Sin agua: de la abundancia a la escasez y cómo solucionar los problemas de agua del mundo, exponen un plan de 6 puntos para solucionar los problemas de agua en el mundo: 
1) Mejorar los datos relacionados con el agua
2) Considerar el medio ambiente como un tesoro
3) Reformar la gobernanza del agua
4) Revitalizar el uso agrícola del agua
5) Gestionar la demanda urbana e industrial
6) Dar poder a los pobres y a las mujeres en la gestión del agua
Para evitar una crisis hídrica mundial, los agricultores tendrán que aumentar la productividad para satisfacer las crecientes demandas de alimentos, mientras que la industria y las ciudades deberán utilizar el agua más eficientemente.

## Gestión del agua en entornos urbanos
A la vez que se incrementa grandemente la capacidad de la Tierra para sostener población, la urbanización moderna se produce porque ofrece oportunidades económicas a las personas que emigran del campo a las ciudades. Esta urbanización rápida ocurre en todo el mundo, pero mayoritariamente en las economías emergentes y en países en desarrollo. Las ciudades de África y Asia son las que más rápido crecen: allí se encuentran 28 de las 39 megaciudades (una ciudad o casco urbano con más de 10 millones de habitantes) que existen en el mundo. El número de megaciudades continuará aumentando hasta aproximadamente 50 en 2025. En las economías en desarrollo la escasez de agua es un problema muy común. Los recursos de agua dulce están disminuyendo en todo el mundo, y la mayoría de los millones de nuevos habitantes de las ciudades padece escasez de agua, por una o varias de las siguientes causas:
- los ríos y lagos junto a esas ciudades están contaminados o son insuficientes;
- los recursos de agua subterránea están sobreexplotados;
- la capacidad de recogida de agua (por ejemplo de lluvia) en las áreas rurales circundantes es insuficiente;
- los sistemas de suministro de agua están mal construidos o mantenidos, o se han visto desbordados por el rápido incremento de usuarios;
- las pérdidas de la red son muy elevadas;
- muchas personas no pagan el agua que consumen, bien porque no hay contadores de agua, porque se paga una cuota fija para cualquier cantidad consumida, o porque se roba el agua directamente de la red de suministro;
- escasean las personas con conocimientos técnicos adecuados; y
- falta capacidad de gestión del agua.[20]

En las áreas que circundan los centros urbanos, la agricultura tiene que competir con la industria y los usuarios municipales por suministros de agua seguros, a la vez que las fuentes de agua tradicionales se contaminan con residuos urbanos. Como las ciudades ofrecen las mejores oportunidades para vender las cosechas, los agricultores a menudo no tienen otra alternativa que regar sus cultivos con agua previamente utilizada por la ciudad. Según la calidad del sistema de tratamiento de aguas residuales, este riego puede presentar riesgos significativos para la salud. Las aguas residuales de las ciudades pueden contener una mezcla de contaminantes. Hay normalmente aguas grises y negras de cocinas, duchas e inodoros junto con aguas pluviales (de la lluvia, más limpias). Esto significa que el agua normalmente contiene niveles excesivos de nutrientes y sales, así como una amplia gama de patógenos. Los metales pesados también pueden estar presentes, junto con rastros de antibióticos y disruptores endocrinos, como los policloruros de bifenilo. Una buena depuración puede eliminar todos los contaminantes, pero resulta cara.
Los países en desarrollo tienden a tener los menores niveles de tratamiento de aguas residuales. A menudo el agua que emplean los agricultores para regar los cultivos está contaminada con patógenos de aguas residuales. Los patógenos más preocupantes son bacterias, virus y gusanos parásitos, los cuales afectan directamente a la salud de los labradores e indirectamente, a los consumidores que comen los productos contaminados. Entre las enfermedades que pueden contagiarse así está la diarrea, que mata a 1,1 millones de personas anualmente y es la segunda causa más común de mortalidad infantil. Muchos brotes de cólera también se relacionan con la reutilización de aguas residuales mal depuradas. Por tanto las acciones que reduzcan o eliminen la contaminación tienen el potencial de salvar un gran número de vidas y mejorar la salud de muchas personas. 
Los científicos han estado trabajando en maneras de reducir la contaminación de los alimentos utilizando un método llamado "de barreras múltiples" o "sistemas multibarrera". Esto implica analizar el proceso de producción y consumo de alimentos desde que las plantas son cultivadas o los animales son criados hasta que el alimento es ingerido. Se piensa entonces dónde se podría crear una barrera contra la contaminación. Las barreras incluyen: introducir prácticas de riego más seguras; promover el tratamiento del agua en la propia explotación agrícola; tomar medidas para matar a los organismos patógenos; y lavar eficazmente los alimentos en mercados y restaurantes.

### Sistema de apoyo a las decisiones urbanas
Un sistema de apoyo a las decisiones urbanas (UDSS por sus siglas en inglés) es un dispositivo inalámbrico con una aplicación móvil que utiliza sensores de uso de agua por los electrodomésticos en viviendas urbanas para recoger datos aproximados de uso de agua. Es un ejemplo de gestión de agua urbana basada en datos en tiempo real. El sistema fue desarrollado gracias una inversión de la Comisión Europea de 2,46 millones de euros (€) para mejorar el comportamiento del consumo del agua residencial. La información sobre cada dispositivo –lavavajillas, duchas, lavadora, grifos– es grabada y enviada inalámbricamente a la aplicación UDSS en el dispositivo móvil del usuario. Esta aplicación puede entonces mostrar al dueño de la vivienda cuáles de sus electrodomésticos están utilizando más agua, y qué comportamientos se recomiendan para reducir su consumo, en vez de simplemente dar una cifra total de consumo. Así las personas pueden gestionar su consumo más económicamente. El UDSS está basado en investigación universitaria en el campo de Ciencias de administración y gestión, en la Facultad de Economía y Ciencias Empresariales de la Universidad de Loughborough, particularmente en el sistema comparativo de apoyo a las decisiones sobre el uso del agua doméstica, dirigido por la doctora Lili Yang.